# Lynnfield (Massachusetts)
Lynnfield es un pueblo ubicado en el condado de Essex en el estado estadounidense de Massachusetts. En el Censo de 2010 tenía una población de 11.596 habitantes y una densidad poblacional de 427,75 personas por km².

## Geografía
Lynnfield se encuentra ubicado en las coordenadas 42°32′3″N 71°2′19″O / 42.53417, -71.03861. Según la Oficina del Censo de los Estados Unidos, Lynnfield tiene una superficie total de 27.11 km², de la cual 25.6 km² corresponden a tierra firme y (5.58%) 1.51 km² es agua.

## Demografía
Según el censo de 2010, había 11.596 personas residiendo en Lynnfield. La densidad de población era de 427,75 hab./km². De los 11.596 habitantes, Lynnfield estaba compuesto por el 94.74% blancos, el 0.5% eran afroamericanos, el 0.04% eran amerindios, el 3.27% eran asiáticos, el 0% eran isleños del Pacífico, el 0.45% eran de otras razas y el 1% pertenecían a dos o más razas. Del total de la población el 1.74% eran hispanos o latinos de cualquier raza.